# Гури (Пулавський повіт)
Гури (пол. Góry) — село в Польщі, у гміні Маркушув Пулавського повіту Люблінського воєводства.
Населення — 407 осіб (2011).

## Демографія
Демографічна структура станом на 31 березня 2011 року:
|          | Загалом | Допрацездатний вік | Працездатний вік | Постпрацездатний вік |
| -------- | ------- | ------------------ | ---------------- | -------------------- |
| Чоловіки | 185     | 41                 | 126              | 18                   |
| Жінки    | 222     | 43                 | 123              | 56                   |
| Разом    | 407     | 84                 | 249              | 74                   |